# Cal Palomes
Cal Palomes (o Can Palomes) és una masia del municipi de Rubió, a la comarca de l'Anoia. La masia està situada al vessant nord de la Serra de Rubió, a l'antic municipi de Maçana. Es pot accedir a la masia des del quilòmetre 8 de la carretera BV-1031, que va d'Igualada als Prats de Rei, a través d'un camí de grava.
La masia és del començament del segle xvii. Està formada per tres cossos, dels quals el central és més alt i té teulat a dues aigües amb el carener paral·lel a la façana. El portal és punt rodó, fet amb grans dovelles i la finestra principal és motllurada i amb incisió conopial. A una porta lateral hi ha la data de 1604.
Cal Palomes es troba a l'inici de la vall de Cal Mateu, on hi neix la riera de Maçana. La masia es troba al vessant nord de la muntanya de la Còpia de Palomes (837 metres).